# بريان دي خيسوس
بريان دي خيسوس هو لاعب كرة قدم إكوادوري، ولد في 10 فبراير 1995 في إيبارا في الإكوادور. لعب مع نادي ديبورتيفو إل ناسيونال.

## وصلات خارجية
- بريان دي خيسوس على موقع اتحاد المجر (الهنغارية)
- بريان دي خيسوس على موقع قاعدة بيانات كرة القدم.إي يو (الإنجليزية)
- بريان دي خيسوس على موقع Soccerway.com (الإنجليزية)